# Универзитет у Лондону
Универзитет у Лондону (енгл. University of London; лат. Universitas Londiniensis) је децентрализовани истраживачки универзитет у Лондону (Енглеска, Уједињено Краљевство).  Универзитет се састоји од 18 саставних колеџа, 10 истраживачких института и већег броја централизованих одељења. Универзитет је са својих 135 000 на кампусима и преко 50.000 студената на програмима за удаљено учење други највећи универзитет у земаљи по броју редовних студената. Институција је основана 1836. године на основу краљевског указа којим су спојени Кингс колеџ и Универзитетски колеџ у Лондону. Како би се постигла оптимала организација административног и академског рада (од одабира кандидата за будуће студенте до прерасподеле средстава), саставни колеџи сарађују на семи-независној бази, док су неки од њих у недавној прошлости добили право и да самостално у своје име додељују дипломе, а у исто време остану саставни део универзитета.
Универзитет је основан краљевском повељом 1836. године као испитна комисија за доделу диплома студентима који имају сертификате са Универзитетског колеџа у Лондону и Краљевског колеџа у Лондону и „других других институција, корпоративних или неинкорпорираних, које ће бити успостављене у сврху образовања, било да су унутар Метрополиса или негде другде у оквиру нашег Уједињеног Краљевства“. Ова чињеница му омогућава да буде једна од три институције које се сматрају трећим најстаријим универзитетом у Енглеској, и премештен је у федералну структуру 1900. године. Сада је укључен у своју четврту (1863) краљевску повељу и његовим радом управља Закон Универзитета у Лондону из 2018. године.
То је био први универзитет у Уједињеном Краљевству који је увео испите за жене 1869. године и, деценију касније, први који је примио жене на дипломске студије. Године 1913, именована је Керолајн Сперџон за тек другу жену професора на британском универзитету, а 1948. је био први британски универзитет који је именовао жену за свог заменика канцелара (извршног директора). Институције чланице универзитета садрже најстарије наставне болнице у Енглеској.
Универзитет се састоји од 17 институција чланица и три централна академска тела. Универзитет има око 48.000 спољашњих студената који даљински студирају и интерних студената на кампусу, што га чини највећим универзитетом по броју студената у Уједињеном Краљевству. Из практичних разлога, од пријема до финансирања, институције чланице раде на независној основи, при чему многе додељују сопствене дипломе док остају на савезном универзитету.
Према Закону из 2018. године, институције чланице престале су да се називају колеџима и стекле су право да траже статус универзитета без напуштања савезног универзитета: Биркбек, Сити, Голдсмитс', Кингс колеџ Лондон, LSE, Лондонска школа хигијене и тропске медицине , Квин Мери, Краљевски ветеринарски колеџ, Ројал Холовај, SOAS, Ст Џорџ и UCL су сви назначили да то намеравају да ураде.

## Историја

### XIX век
Основан 1836. године, универзитет се у почетку састојао од два колеџа чијим је спајањем иницијално и створен. Ова су два колеџа претходно функционисала као самосталне институције, али са тим да Универзитетски колеџ у Лондону није био установљен службеном повељом нити ју је накнадно имао, а није проводио ни верске текстове међу својим студентима. Са друге стране Кингс колеџ имао је официјелну оснивачку повељу још од 1829, али је као своје студенте примао само вернике Енглеске цркве. Универзитет у Лондону иницијално је представљао једино заједничко тело за извођење испитивања стекнутих знања на саставним колеџима.
Године 1858, универзитет је проширио своју самосталну централну улогу увођењем својих међународних програма намењених студентима који нису похађали нити један од саставних колеџа. Тиме је постао први универитет у Ујединјеном Краљевству који је нудио ту врсту програма. Нова централна административна зграда "6 Бурлингтонових вртова" (енглески:6 Burlington Gardens), у којој је универзитет добио потребне просторије за извођење испита и административне задатке, била је изграђена и како би универзитет могао испунити своје нове проширене задатке. 1878. Универзитет у Лондону био је прва институција високог образовања у земљи која под истим условима уписивала женске и мушке кандидате. Прве 4 студентице завршиле су преддипломске студије 1880. године, док су прве две студентице у научним областима стекле дипломе 1881. године.
Године 1898, делом као одговор на критике о маргиналној улози универзитета само као центра за администрацију испита саставних колеџа, усвојена је Одлука о Универзитету у Лондону (енглески:University of London Act) кроз коју је извршена реформа која је на централну институцију пренела одговорност за надзор садржаја наставних програма и академских стандарда међу саставним јединицама. Због нових је улога порасла потреба универзитета за новим просторима па се 1899 приступило проширењима зграде "6 Бурлингтонових вртова".

### XX век
По завршетку адаптација на административној згради, универзитету су 1900. придружена три нова колеџа (Лондонска школа економије и политичких наука, Ројал Холовеј и Бедфорд колеџ), а 1901. Колеџ Парка регената (енглески:Regent's Park College), који се придружио још 1841, службено је постао теолошка школа. Голдсмитс колеџ се придружио универзитету 1904, Империјални колеџ је основан 1907, Колеџ краљице Марије 1915, Школа оријенталних и афричких студија основана је 1916, а Брикбек се придружио 1920. године. Ова проширења су поново захтевала додатне просторе за централне универзитетске институције.